# Yvonne Losos de Muñiz
Yvonne Losos de Muñiz (née le 8 septembre 1967 à Ibadan, au Nigeria) est une athlète olympique et cavalière internationale de dressage niveau Grand Prix, qui représente la République dominicaine. Elle fait partie du programme d'élite des athlètes olympiques dominicains CRESO.

## Carrière
Elle a remporté la médaille de bronze individuelle aux Jeux panaméricains de 2007 à Rio de Janeiro, au Brésil, sur son étalon Hanovrien approuvé Bernstein. Avec cette médaille, elle a répété sa performance des Jeux panaméricains de 2003 tenus dans son pays d'origine, durant lesquels elle a également obtenu la médaille de bronze individuelle sur une autre monture, une jument hollandaise nommée Inatana.
Avant ses médailles panaméricaines, Losos de Muñiz a également remporté une double médaille d'or individuelle et une médaille de bronze par équipe aux Jeux d'Amérique centrale de 2002 au Salvador. En 2010, elle a ajouté deux médailles d'argent individuelles à sa collection aux Jeux d'Amérique centrale et des Caraïbes qui ont eu lieu à Mayagüez, Porto Rico.
En 2010, elle s'est également qualifiée pour les Jeux équestres mondiaux (WEG) avec son Selle autrichien Optimus Prime.
En plus de ses douze médailles de championnat, elle a également obtenu de nombreuses victoires en Grand Prix et Small Tour lors de prestigieux événements internationaux organisés à West Palm Beach, en Floride, sur le Sunshine Tour (Espagne), en France et en Allemagne. Elle s'est entraînée avec le maître d'équitation Jean Bemelmans, qui a également entraîné l'équipe olympique espagnole, ainsi qu'avec Harry Boldt d'Allemagne, Jeff Ashton Moore des États-Unis, Carl Hester d'Angleterre, Diederik Wigmans des Pays-Bas Ton de Ridder d'Allemagne, Jose Antonio Garcia Mena d'Espagne, Andreas Helgstrand du Danemark et son entraîneur actuel Kathy Priest des États-Unis.
Losos de Muñiz a participé aux Jeux olympiques d'été de 2016 à Rio de Janeiro, devenant ainsi le premier athlète équestre dominicain à participer aux Jeux olympiques. Elle a également participé aux Jeux Olympiques de Tokyo 2020, qui ont eu lieu à l'été 2021. Elle s'est classée 22e sur 60 participants dans les résultats individuels finaux, avec un score de 70,8 % dans le Grand Prix.
Après une série de victoires lors de plusieurs événements internationaux à Wellington, en Floride, lors du Adequan Global Dressage Festival 2018, elle s'est qualifiée - avec son hongre belge Foco Loco W - pour la seule place individuelle disponible pour les nations hors ligue pour le finale de la Coupe du monde de dressage tenue à Paris, en France. Avec sa participation à l'événement, c'est la première fois qu'une cavalière d'Amérique centrale et des Caraïbes participe à cette compétition mondiale.
En juillet 2018, elle a remporté deux médailles d'or individuelles aux Jeux d'Amérique centrale et des Caraïbes qui se sont tenus en Colombie, et a également remporté une médaille d'argent par équipe en tant que cavalière principale de l'équipe nationale de la République dominicaine. Lors de l'événement, elle a monté Fredensdals Zig Zag, un sang-chaud danois appartenant à Kathy Priest.

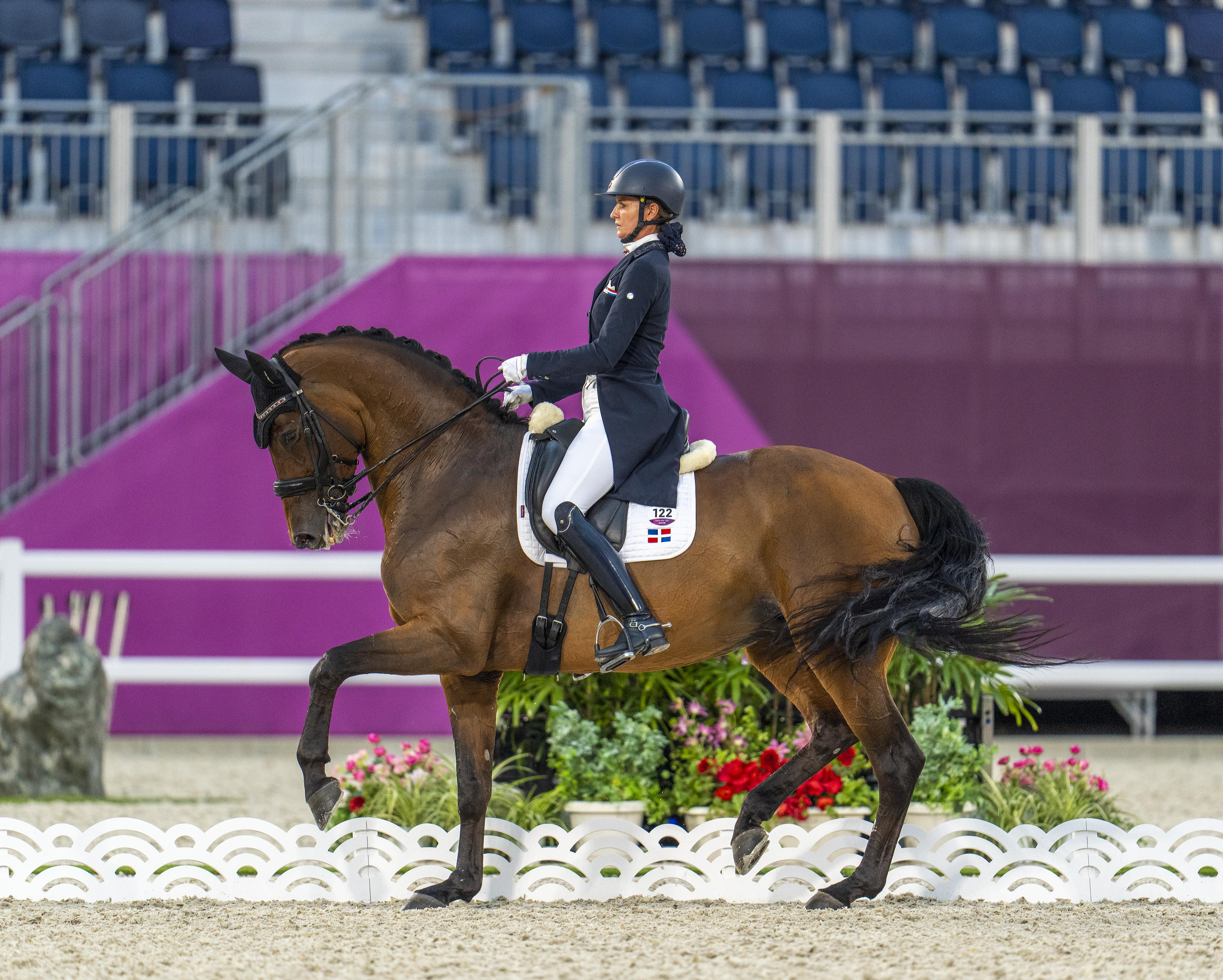
Yvonne Losos de Muñiz et Aquamarijn aux Jeux olympiques de Tokyo

Bien qu'elle se soit qualifiée pour les Jeux équestres mondiaux de 2018 avec deux chevaux, une blessure à l'épaule l'a empêchée de participer, forçant un repos de deux mois.
En 2019, elle a participé à la finale de la Coupe du monde de dressage FEI qui s'est tenue à Göteborg, en Suède, et s'est qualifiée en individuel pour les Jeux olympiques de 2020, reportés à 2021. En 2019, elle a également participé aux Jeux panaméricains tenus à Lima, au Pérou, où elle a terminé quatrième de la finale individuelle. Elle a poursuivi ses performances en compétition en 2020, lorsqu'elle a remporté la médaille d'argent individuelle avec sa jument Aquamarijn lors de la Coupe des Nations FEI qui s'est tenue à Wellington, en Floride.
Pendant la saison des concours d'hiver, elle participe aux concours de dressage tenus à Wellington, en Floride. Au printemps et en été, elle participe régulièrement au circuit européen.
Elle est régulièrement classée dans le top 100 du classement mondial de dressage FEI, étant la seule cavalière latino-américaine à y parvenir, et s'est classée jusqu'à la 27e place.
En septembre 2020, elle a reçu le prestigieux insigne d'honneur de la médaille d'or de la Fédération équestre internationale (FEI), en reconnaissance de ses multiples participations aux Jeux olympiques, aux championnats continentaux, aux finales de coupe du monde et aux coupes des nations, devenant ainsi la première athlète de dressage d'Amérique latine à recevoir cette distinction.
En avril 2022, elle a participé à sa troisième finale de la Coupe du monde de dressage FEI à Leipzig, en Allemagne, où elle s'est classée dixième au général, le meilleur résultat historique de toute cavalière latino-américaine.
En tant qu'entraîneur, elle a entraîné de nombreux cavaliers d'Amérique latine et d'Europe lors d'événements internationaux et de championnats continentaux. Deux de ses élèves, Virginia Yarur du Chili et Patricia Ferrando du Venezuela, figuraient sur la liste restreinte qualifiée pour les Jeux olympiques de 2021..Yarur s'est ensuite qualifiée en tant qu'individuel pour les Jeux de Tokyo, où elle a représenté avec succès le Chili et est devenue la première cavalière olympique de dressage de ce pays en plus de cinquante ans.

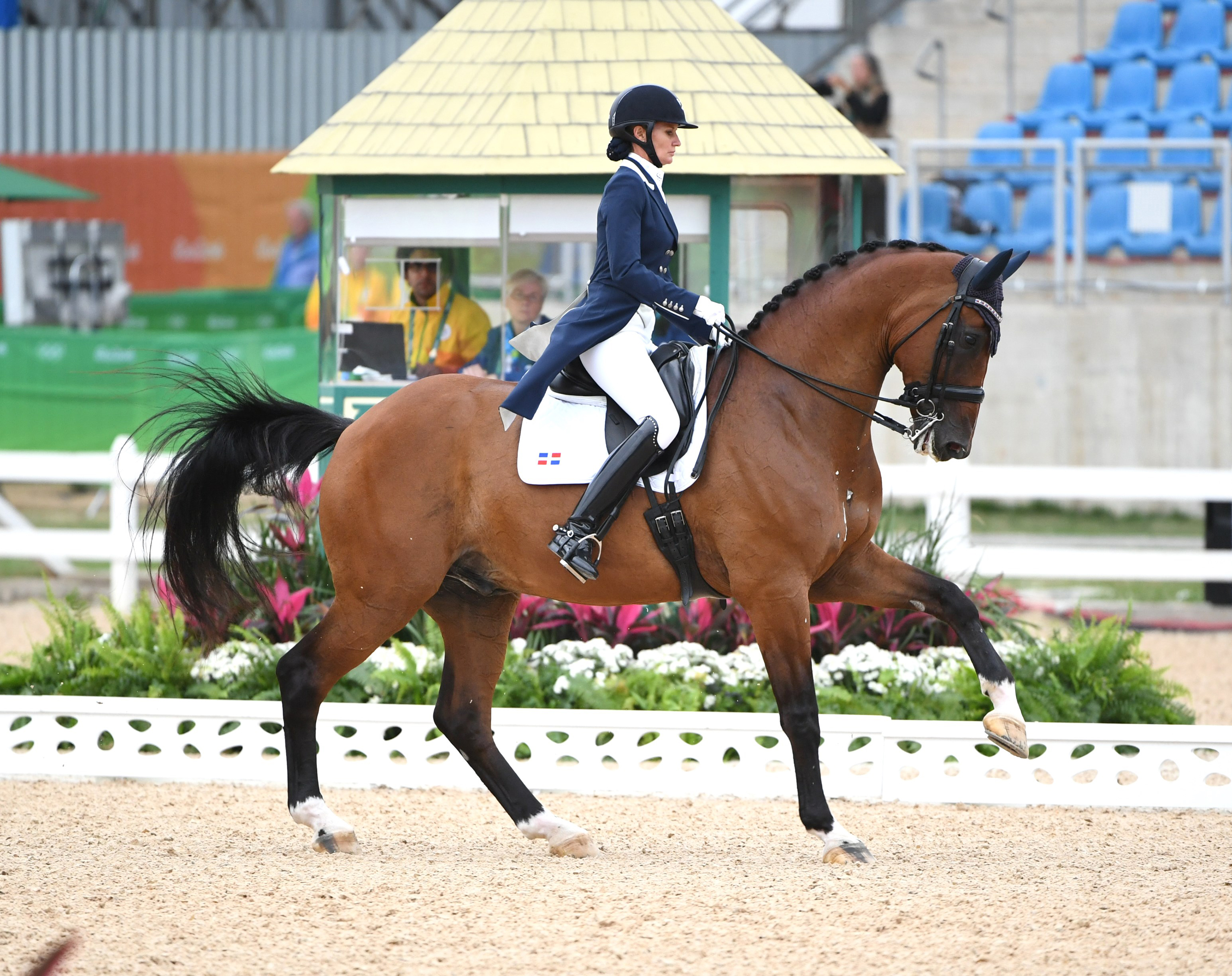
Yvonne Losos de Muñiz et Foco Loco W aux Jeux olympiques de 2016

Yvonne est membre du conseil d'administration de l'International Dressage Riders Club (IDRC), ainsi que médaillée d'or, d'argent et de bronze de l'USDF.

## Vie privée
Losos de Muñiz est né à Ibadan, au Nigeria, du Dr George Losos, un médecin polonais, et de sa femme Gudrun, originaire d'Allemagne.
Elle a grandi en Ouganda et au Kenya. Elle a commencé à monter à cheval à l'adolescence en Allemagne avant de déménager par la suite au Canada. Au Canada, la famille a acquis la citoyenneté canadienne.
Elle vit en République dominicaine depuis 1990 avec son mari d'origine dominicaine ; elle a acquis la nationalité dominicaine par mariage. Elle parle anglais, allemand, espagnol et swahili,.